# Krusza Zamkowa
Krusza Zamkowa – wieś w Polsce, położona w województwie kujawsko-pomorskim, w powiecie inowrocławskim, w gminie Inowrocław.

## Podział administracyjny
W latach 1975–1998 miejscowość administracyjnie należała do województwa bydgoskiego.

## Demografia
Według Narodowego Spisu Powszechnego (III 2011 r.) wieś liczyła 245 mieszkańców. Jest trzynastą co do wielkości miejscowością gminy Inowrocław.

## Bursztynowy szlak
U schyłku starożytności prowadził tędy szlak handlowy zorganizowany przez Celtów a po nich przejęli go i rozwinęli Rzymianie. Centralny punkt osadniczy kujawskiego odcinka szlaku bursztynowego usytuowany był w rejonie Kruszy Zamkowej. Osady obsługujące szlak bursztynowy rozmieszczone są na jego przebiegu w regularnych odstępach, mniej więcej co 20 km. Na odcinku Konin – Otłoczyn istniało 5 takich skupień, zlokalizowanych w rejonie Paniewa, Kościeszek, Kruszy Zamkowej oraz Kaczkowa i Opoki.
Osada w Kruszy Zamkowej, datowana na pierwsze wieki naszej ery, oznaczona została na mapie Ptolemeusza ok. 150 r. n.e. jako Askaukalis. Do nazwy tej nawiązuje znajdujący się we wsi obiekt archeologiczny Askaukalis – Krusza Zamkowa, prezentujący historię osady i zrekonstruowaną świątynię z przełomu II w. p.n.e. - I w. n.e.
Od 2019 na terenie miejscowości prowadzone są badania archeologiczne, w toku których ustalono, że teren osady zasiedlony był nawet 400 lat p.n.e..